# صوديوم في علم الأحياء
تعتبر أيونات الصوديوم (Na+) ضرورية بكميات صغيرة لبعض أنواع النباتات، ولكن تحتاج الحيوانات بشكل عام كميات أكبر من الصوديوم في النظام الغذائي، بسبب استخدامه لتوليد النبضات العصبية والحفاظ على توازن الإلكتروليت وتوازن السوائل. في الحيوانات، تعتبر أيونات الصوديوم ضرورية للوظائف المذكورة أعلاه ولنشاط القلب وبعض وظائف التمثيل الغذائي. تعكس الآثار الصحية للملح ما يحدث عندما يكون الجسم يحتوي على كمية كبيرة جدًا أو قليلة جدًا من الصوديوم. التركيزات النموذجية للصوديوم في الكائنات الحية هي: 10 ميلي مولار في العصيات القولونية، و30 ميلي مولار في الخميرة الناشئة، و10 ميلي مولار في خلايا الثدييات و100 ميلي مولار في بلازما الدم.

## توزيع الصوديوم في الأصناف

### البشر
الحد الأدنى من المتطلبات الفسيولوجية للصوديوم بين 115 و500 مللي غرام في اليوم حسب التعرق نتيجًة للنشاط البدني. كلوريد الصوديوم هو المصدر الرئيسي للصوديوم في النظام الغذائي، ويستخدم في التوابل والمواد الحافظة، مثل المخلل واللحم المقدد. يأتي معظمها من الأطعمة المصنعة. الكمية الكافية من الصوديوم هي 1.2 إلى 1.5 غرام في اليوم. لكن يستهلك الناس في الولايات المتحدة 3.4 غرام يوميًا، الحد الأدنى الذي يؤدي إلى ارتفاع ضغط الدم. (لاحظ أن الملح يحتوي على حوالي 39.3% من الصوديوم- الباقي عبارة عن كلور ومواد كيميائية أخرى؛ وبالتالي يبلغ أعلى مقدار مسموح به من الصوديوم 2.3 غرام أي حوالي 5.9 غرام من الملح- حوالي ملعقة صغيرة واحدة).
تتراوح مستويات الصوديوم الطبيعية في الدم بين 135 و145 ميلي مكافئ/لتر (135-145 ملمول/لتر). يُعرف مستوى الصوديوم في المصل الأقل من 135 ملي مكافئ/لتر بنقص صوديوم الدم، والذي يعتبر شديدًا عندما يكون مستوى الصوديوم في الدم أقل من 125 ملي مكافئ/لتر.

### الحيوانات الأخرى
يحتوي النظام الغذائي النباتي على كميات منخفضة من الصوديوم لان فقط بعض النباتات تحتاج إلى الصوديوم وبكميات قليلة. وهذا يتطلب من بعض الحيوانات العاشبة الحصول على الصوديوم من رواسب الملح ومصادر معدنية أخرى. ربما تكون حاجة الحيوانات للصوديوم هي السبب في قدرتها المحفوظة للغاية على تذوق أيون الصوديوم على أنه «مالح». تستجيب مستقبلات الطعم المالح النقي بشكل أفضل للصوديوم؛ ومن ناحية أخرى، فإن المستقبلات تستجيب فقط لعدد قليل من الكاتيونات أحادية التكافؤ الصغيرة (الليثيوم، والأمونيوم وإلى حد ما البوتاسيوم). أيون الكالسيوم (Ca2+) مذاقه مالح وأحيانًا مرير لبعض الناس، لكنه، مثل البوتاسيوم، يمكن أن يثير أذواقًا أخرى.
تلعب أيونات الصوديوم أدوارًا متنوعة وهامة في العديد من العمليات الفسيولوجية، حيث تعمل على تنظيم حجم الدم وضغط الدم والتوازن التناضحي ودرجة الحموضة.

### النباتات
في نباتات سي فور، يعتبر الصوديوم من المغذيات الدقيقة التي تساعد في التمثيل الغذائي، وتحديداً في تجديد فوسفو إينول حمض البيروفيك (تشارك في التخليق الحيوي للمركبات العطرية المختلفة، وفي تثبيت الكربون) وتخليق الكلوروفيل. في حالات أخرى، يحل محل البوتاسيوم في عدة أدوار، مثل الحفاظ على ضغط تورغر والمساعدة في فتح وإغلاق الثغور. يحد الصوديوم الزائد في التربة من امتصاص الماء بسبب انخفاض جهد المياه، الذي قد يؤدي إلى الذبول؛ يمكن أن تؤدي التركيزات المماثلة في السيتوبلازم إلى تثبيط الإنزيم، والذي بدوره يسبب النخر وداء الإخضرار. لتجنب هذه المشاكل، طورت النباتات آليات تحد من امتصاص الجذور للصوديوم، وتخزينها في فجوات خلوية، والتحكم فيها على مسافات طويلة، يمكن أيضًا تخزين الصوديوم الزائد في أنسجة النبات القديمة، مما يحد من الضرر الذي يلحق بالنمو الجديد.

## وظيفة أيونات الصوديوم
الصوديوم هو الكاتيون الأساسي (الأيون الموجب) في السوائل خارج الخلية في الحيوانات والبشر. هذه السوائل، مثل بلازما الدم والسوائل خارج الخلية في الأنسجة الأخرى، تغمر الخلايا وتقوم بوظائف النقل للمغذيات والفضلات. الصوديوم هو الكاتيون الرئيسي أيضًا في مياه البحر، مع أن تركيزه يكون حوالي 3.8 أضعاف ما هو طبيعي في سوائل الجسم خارج الخلية.